# Paul Merson
Paul Charles Merson (født 20. marts 1968 i London, England) er en tidligere engelsk fodboldspiller, der spillede som angriber hos en række engelske klubber, men er bedst husket for sine 12 sæsoner hos Arsenal F.C. Han spillede desuden 21 kampe for Englands landshold.

## Klubkarriere
Merson startede sin seniorkarriere i 1985 hos Arsenal F.C., og kun afbrudt af et kortvarigt lejemål hos Brentford F.C. var han tilknyttet The Gunners de efterfølgende tolv sæsoner. Han var i de fleste af sæsonerne fast mand i klubbens angreb, og var med til at vinde to engelske mesterskaber, én FA Cup, én Liga Cup samt Pokalvindernes Europa Cup i 1994.
I 1997 valgte Merson at skifte Arsenal ud med Middlesbrough F.C., hvor han spillede det følgende år, inden han flyttede til Aston Villa i sommeren 1998. Her spillede han de næste fire sæsoner, inden han rejste til Portsmouth, der blev hans sidste klub på topplan. Efter én sæson her valgte han nemlig at skifte til den lavere rangerende klub Walsall F.C., hvor han var spillende træner frem til 2006, hvor han efter en enkelt kamp hos Tamworth F.C. valgte at stoppe karrieren.

## Landshold
Merson nåede gennem karrieren at spille 21 kampe og score tre mål for Englands landshold, som han debuterede for den 11. september 1991 i en kamp mod Tyskland. Han var en del af den engelske trup til EM i 1992 i Sverige, og blev desuden udtaget til VM i 1998 i Frankrig.

## Titler
Engelske Mesterskab
- 1989 og 1991 med Arsenal F.C.

FA Cup
- 1993 med Arsenal F.C.

Liga Cup
- 1993 med Arsenal F.C.

Pokalvindernes Europa Cup
- 1994 med Arsenal F.C.